# Ballynoe
Ballynoe (iriska: An Baile Nua) är en ort i republiken Irland.   Den ligger i grevskapet County Cork och provinsen Munster, i den södra delen av landet, 190 km sydväst om huvudstaden Dublin. Ballynoe ligger 91 meter över havet och antalet invånare är 146.
Terrängen runt Ballynoe är lite kuperad, och sluttar norrut. Runt Ballynoe är det glesbefolkat, med 12 invånare per kvadratkilometer. Närmaste större samhälle är Midleton, 16,9 km söder om Ballynoe. Trakten runt Ballynoe består i huvudsak av gräsmarker.